# Sevilla FC Puerto Rico
Sevilla FC Juncos fue un club de fútbol puertorriqueño de la ciudad de Juncos.  Fue fundado en 2006 y jugó en la Puerto Rico Soccer League.
Sus juegos como local los disputa en el Estadio Alfredo "Papo" Alejandro mientras su estadio, el Estadio Sevilla FC, se mantiene en construcción.  Tienen un equipo de reserva en la Liga Nacional.  Desde el 2 de abril de 2011, el club participa en la USL y PRSL simultáneamente.

## Historia
El club se fundó en el 2006 como Puerto Rico Islanders B, un club reserva de Puerto Rico Islanders, y jugaban en la difunta "Liga Premier" de 2006 a 2007.  En el 2008 el club se afilió con el Sevilla FC de La Liga, uno de los mejores clubes de España, cambiando su nombre a Sevilla Bayamón FC. El club fue uno de los primeros ocho clubes fundadores de la Puerto Rico Soccer League, primera liga oficial de Puerto Rico.  Antes de la temporada 2009, el club se mudó a Juncos permitiéndole defender su título.

## Puerto Rico Soccer League
Temporada 2008
Sevilla FC debutó el 3 de julio de 2008 en un juego contra Caguas Huracán, saliendo victorioso con 1-0.  Luego ganó la liga con 32 puntos en 14 juegos, siendo River Plate Ponce el segundo lugar con 28 puntos.  El sábado 18 de octubre de 2008, Bayamón Sevilla FC ganó el primer Puerto Rico Soccer League Championship versus Club Atlético River Plate 2-1.
Temporada 2009
En la temporada 2009, el club fue mudado a Juncos, convirtiéndose a Sevilla-FC Juncos.  Sevilla-FC Juncos ganó el primer juego de liga 2009 1-0 Versus su nuevo rival Bayamón FC.
.  Terminó la temporada regular en tercer lugar con 32 puntos en 16 partidos.  En la postemporada perdió ante Bayamón FC en la primera ronda.
| Temporada | Posición |
| --------- | -------- |
| 2008-09   | 1st      |
| 2009-10   | 3rd      |
| 2011-12   | 2nd      |

| Temporada | Posición |
| --------- | -------- |
| 2013      | 1st      |

## Colores y Escudo
Hasta la temporada 2007 sus uniformes reflejaban su afiliación con el club Puerto Rico Islanders, usando los mismos colores: anaranjado, azul oscuro y blanco.  En el 2008 el club se afilió al Sevilla FC de España adoptando los colores y el uniforme.  El uniforme es una réplica de uno de los viejos uniformes del Sevilla FC
| Local 2008 | Visitante 2008 | Altelnativo 2008 | Local 2009 | Visitante 2009 |

## Directiva del Club
Presidente: Francisco Martínez
Vicepresidente: José Álvarez
Tesorero  : Luis González
Secretario: Gustavo  Martínez

## Palmarés

### Torneos nacionales
- Puerto Rico Soccer League (1): 2008
- Subcampeón de la Liga Premier de Fútbol de Puerto Rico (1): 2006